# Bartosz Słomka
Bartosz Słomka (ur. 1 sierpnia 1976 w Oleśnicy, zm. 15 lipca 2023 tamże) – polski grafik i twórca komiksów. Używał pseudonimu Termos.
Jest autorem wielu filmów animowanych krótkometrażowych. Stworzył m.in. komiksy z cyklu "Polskie ZOO" (według scenariusza Marcina Wolskiego) oraz serię "Ciach Bajera" (wraz z Filipem Wiśniowskim).

## Komiksy
- „Czak Norys versus Ojciec Dr 3”
- „Czak Norys versus Ojciec Dr 2”
- Kapitan Ewicz na tropie - scenariusz, rysunek
- Ciach Bajera - 1 - scenariusz, rysunek
- Ciach Bajera - 2 - rysunek, scenariusz
- Ciach Bajera - 3 - rysunek, scenariusz
- Ciach Bajera - 4 - rysunek, scenariusz
- Comics Invaders   - scenariusz, rysunek, okładka
- Polski ZOOmiks   - Golden fisha - rysunek
- Sikalafo - scenariusz, rysunek
- Termos Invaders - scenariusz, rysunek
- "Świat według Kiepskich"
- „Czak Norys versus Ojciec Dr.”
- Tyfus, Homek i Erotomek - scenariusz, rysunek

## Filmy animowane
- 2010- Dobroc,Dziura;
- 2008–2010- Spartoons 1 - ...;
- 2007- Frank the Frog,KPK,Roman the Zabba,Mordercza Tulejka z kosmosu 1,Mordercza Tulejka z kosmosu 2,Mordercza Tulejka z kosmosu 1,Yoda,Jaki to film?1,Jaki to film? 2,Jaki to film? 3,Jaki to film? 4,Jaki to film? 5,Rebus 1, Rebus 2;
- 2005- Kiczuchy 4;
- 2005 - das MATRYH;
- 2003 - Viadro odjechał;
- 2003 - Bhp;
- 2003 - Ciach Bajera FILM;
- 2003 - Kukuczko;
- 2003 - Maryran, Melodia, Mis, Precel, Rademenes, Latwa, Trailer
- 2003 - Wirujące, Zabba 1, Zabba 2, Zolo, Żółwik.